# Elizabeth Hartman
Mary Elizabeth Hartman (Youngstown, 23 december 1943 - Pittsburgh, 10 juni 1987) was een Amerikaans actrice. Zij werd in 1966 genomineerd voor een Academy Award voor haar hoofdrol als Selina D'Arcey in A Patch of Blue, waarvoor ze de Golden Globe voor beste nieuwkomer daadwerkelijk won. Ze werd voor dezelfde rol ook genomineerd voor de Golden Globe voor beste actrice en in 1967 nogmaals voor die in You're a Big Boy Now.
Na de lof voor haar eerste films, kreeg Hartman in de jaren daarna steeds meer last van onzekerheid en depressies. Ze was van aard al verlegen en ging steeds teruggetrokkener leven. Nadat ze haar stem insprak voor het personage Mrs. Brisby uit de animatiefilm The Secret of NIMH, werd jarenlang weinig van haar vernomen. Drie jaar na haar scheiding van scenarioschrijver Gill Dennis (1968-1984) had Hartman genoeg van het leven. Ze stierf na een vermoedelijk opzettelijke val van de vijfde verdieping van het appartementencomplex waarin ze woonde. Naar later bleek, was ze onder behandeling geweest bij een open psychiatrische inrichting.

## Filmografie
- The Secret of NIMH (1982, stem)
- Full Moon High (1981)
- Willow B: Women in Prison (1980, televisiefilm)
- Walking Tall (1973)
- The Beguiled (1971)
- Pursuit of Treasure (1970)
- The Fixer (1968)
- You're a Big Boy Now (1966)
- The Group (1966)
- A Patch of Blue (1965)

- Biblioteca Nacional de España: XX1604856
- Bibliothèque nationale de France: cb139966363 (data)
- Gemeinsame Normdatei: 1020513187
- International Standard Name Identifier: 0000 0001 1572 2928
- Library of Congress Control Number: n96009646
- MusicBrainz: 2ea502ce-91e0-44e6-b2eb-25780856043c
- Nationale Bibliotheek van Tsjechië: xx0152388
- Système universitaire de documentation: 081259778
- Virtual International Authority File: 61742009